# 인간적인 라트비아를 위하여
누가 국가를 소유하는가?(라트비아어: Kam pieder valsts?)는 2016년 라트비아에서 만들어진 대중주의 정당이다. 현재 지도자는 아르투스 카이민슈이다.
우익대중주의, 반설립주의, 유럽회의주의 성향을 가지고 있다.
2018년 총선에서 16석을 차지하며 약진에 성공했으나 사회민주당 "조화"에 대항하기 위해 국민연합, 보수신당, 새로운 단결, 개발/위하여!와 연립 내각을 구성하며 여당이 되었다. 하지만 2020년 리가시 의회 선거에서 1.12%로 부진하였고 2020년 12월 10일부터 2021년 3월 27일까지 잠시 당명을 인간적인 라트비아를 위하여(라트비아어: Par cilvēcīgu Latviju)로 바꾸었으나 다시 KPV LV로 환원하였다.
2021년 1월 8일 이 당 소속이었으나 2019년 제명되어 무소속으로 활동하고 있던 알디스 고브젬스가 새로운 신당인 법과 질서를 창당하였다.